# Kangal-Hirtenhund
Der Kangal-Hirtenhund (türkisch Kangal Çoban Köpeği) ist eine von der Fédération Cynologique Internationale (FCI) anerkannte türkische Hunderasse (FCI-Gr. 2, Sek. 2.2, Nr. 331). Die Rasse ist seit dem 6. Juni 1989 anerkannt, zunächst unter der Bezeichnung Anatolischer Hirtenhund. Am 15. Juni 2018 wurde der erste Standard der FCI veröffentlicht, der die Rasse als Kangal-Hirtenhund bezeichnet und die Türkei als Ursprungsland festlegt. Der Name der Rasse scheint diesem FCI-Standard zufolge von der Stadt Kangal her zu kommen, denn dort gab es bereits vor der Anerkennung des Kangals als Rasse außerordentlich einheitliche Hirtenhunde, die international Aufmerksamkeit erregten. Die Kangal-Hirtenhunde haben eine typische schwarze Zeichnung im Gesicht (sog. Maske), aufgrund derer sie auch Karabaş (türkisch kara ‚Schwarz‘ und baş ‚Kopf‘) genannt werden.

## Der türkische Zuchtverband
Die Rasse Kangal wird von der Köpek Irkları ve Köpek Bilimleri Federasyonu (KIF) (der kynologischen Vereinigung der Türkei) als Rasse entwickelt. Die FCI und die KIF haben am 14. Oktober 2010 einen Partnerschaftsvertrag geschlossen, mit dem die KIF zum alleinigen Vertragspartner der FCI in der Türkei wurde. Seitdem werden die türkischen Ahnentafeln von der FCI anerkannt.
Die KIF bemühte sich um die internationale Anerkennung des Kangals als Rasse. Sie führt Studien zur Genomkartierung und zum Rassestandard des Kangals durch.

## Geschichte

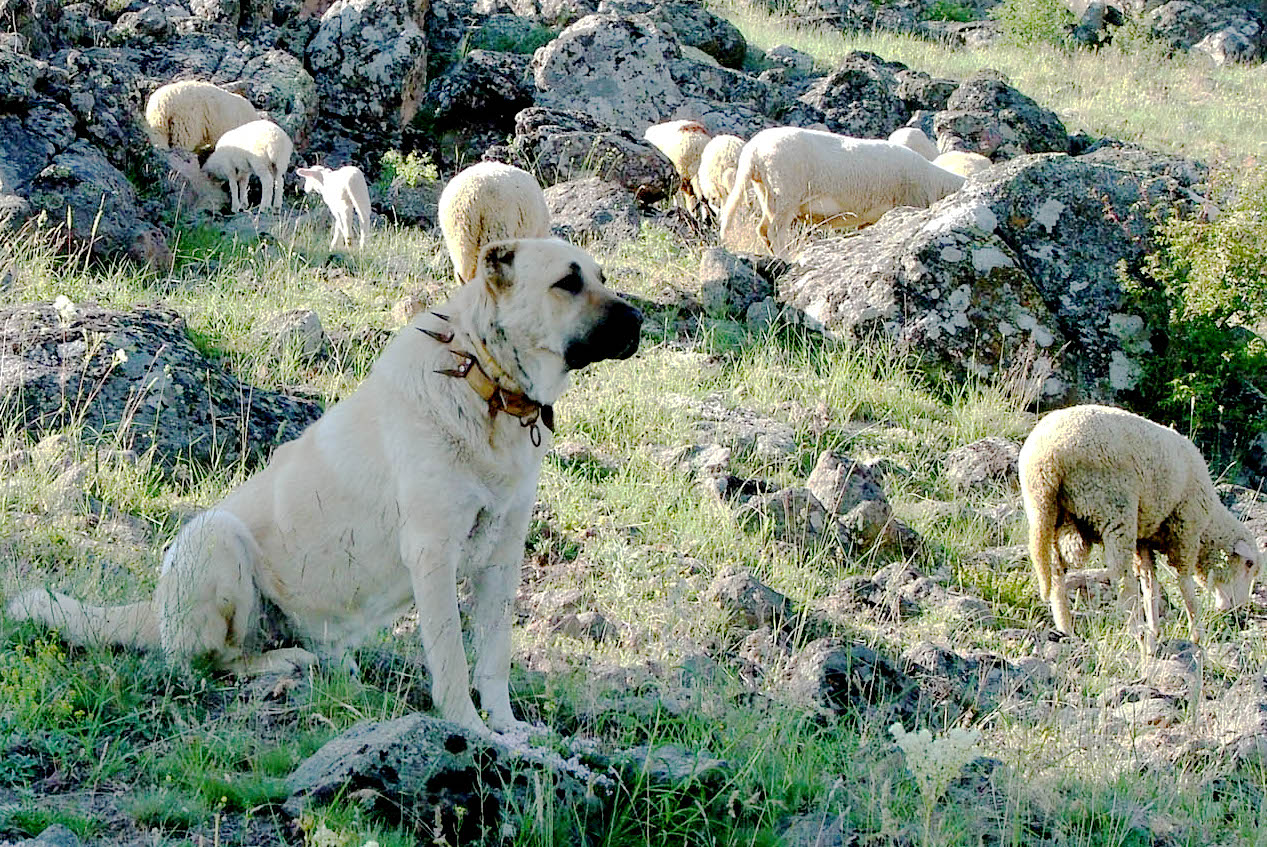
Kangal-Rüde mit kupierten Ohren und Stachelhalsband beim Bewachen von Schafen in der Türkei.

Der Kangal stammt möglicherweise von Herdenschutzhunden der Nomaden ab, die zwischen 10.000 v. Chr. bis 1300 n. Chr. von Zentralasien nach Anatolien zogen. Es wird vermutet, dass es ihn in seiner heutigen Form seit dem 12. Jahrhundert gibt und er seitdem zum Schutz der Schafherden insbesondere in der Region um Sivas und in Ostanatolien eingesetzt wird. Besonders die Stadt Kangal in der Provinz Sivas ist für die Kangal-Hunde bekannt. Diese Theorie zur Herkunft des Kangals wird durch Namensherkunft, morphologische Hinweise und auch durch genetische Studien gestützt. Allerdings besteht kein wissenschaftlicher Konsens zur Herkunft des Kangals. Klar ist dagegen, dass der Kangal sowohl genetisch als auch von weiteren Eigenschaften der Population her klar vom Akbaş, einem weißen Herdenschutzhund aus Anatolien, zu unterscheiden ist und eine Zusammenfassung mit diesem zum Anatolischen (oder Türkischen) Hirtenhund falsch ist.
1975 begann in der Türkei ein Trainingsprogramm, in dem Kangal-Hunde für militärische Zwecke ausgebildet wurden.
Im Jahr 1965 wurden Kangals aus der Provinz Konya nach Großbritannien gebracht, später dort gezüchtet und weitere Tiere aus der Türkei importiert. 1968 wurde der Anatolian Karabash Dog Club (AKDC) gegründet. Bis 2011 wuchs die Zahl der in Großbritannien registrierten Kangals auf 1000 Hunde. Es folgten Importe und anschließende Zuchten in weitere Länder wie die USA (ab 1985) und die Niederlande (1989). Nach Frankreich kamen die Kangals in den 1970er Jahren. In Deutschland gibt es etliche Klubs zur Zucht des Kangals. Auch in zahlreichen weiteren europäischen Ländern gibt es Kangals, jedoch nicht in so großer Zahl. Zwischen den Populationen innerhalb und außerhalb der Türkei gibt es teils erhebliche Unterschiede. So liegt das Körpergewicht der Zuchten außerhalb der Türkei bei 45–70 kg, während es bei Kangals in der Türkei bei 32–45 kg liegt.
Kangal ist nicht die ursprüngliche Bezeichnung der Rasse. Der Name kam über Diskussionen mit dem britischen Kennel Club in den 1970er Jahren in die Türkei. Der ursprüngliche Name, Karabaş (auch Karabasch oder Karabash), bedeutet auf Türkisch Schwarzkopf (kara – schwarz, baş – Kopf) und leitet sich von der schwarzen Maske der Rasse ab.
Der Kangal wurde 1997 durch das Turkish Standards Institute registriert, die Anerkennung durch das türkische Landwirtschaftsministerium erfolgte am 22. April 2006. Der Türkische Rassezuchtverein ist der Çoban Köpeği Irki Derneği, die Rasse wird auch in staatlichen und akademischen Einrichtungen gezüchtet. Am 15. Juni 2018 erfolgte die Veröffentlichung des FCI-Rassestandards für den Kangal-Hirtenhund in der Originalsprache des Standards, Englisch, durch die FCI. Der Türkische Zuchtverband schrieb dazu, dass die FCI den Kangal-Hirtenhund zu diesem Datum als Rasse anerkannt habe.

## Beschreibung

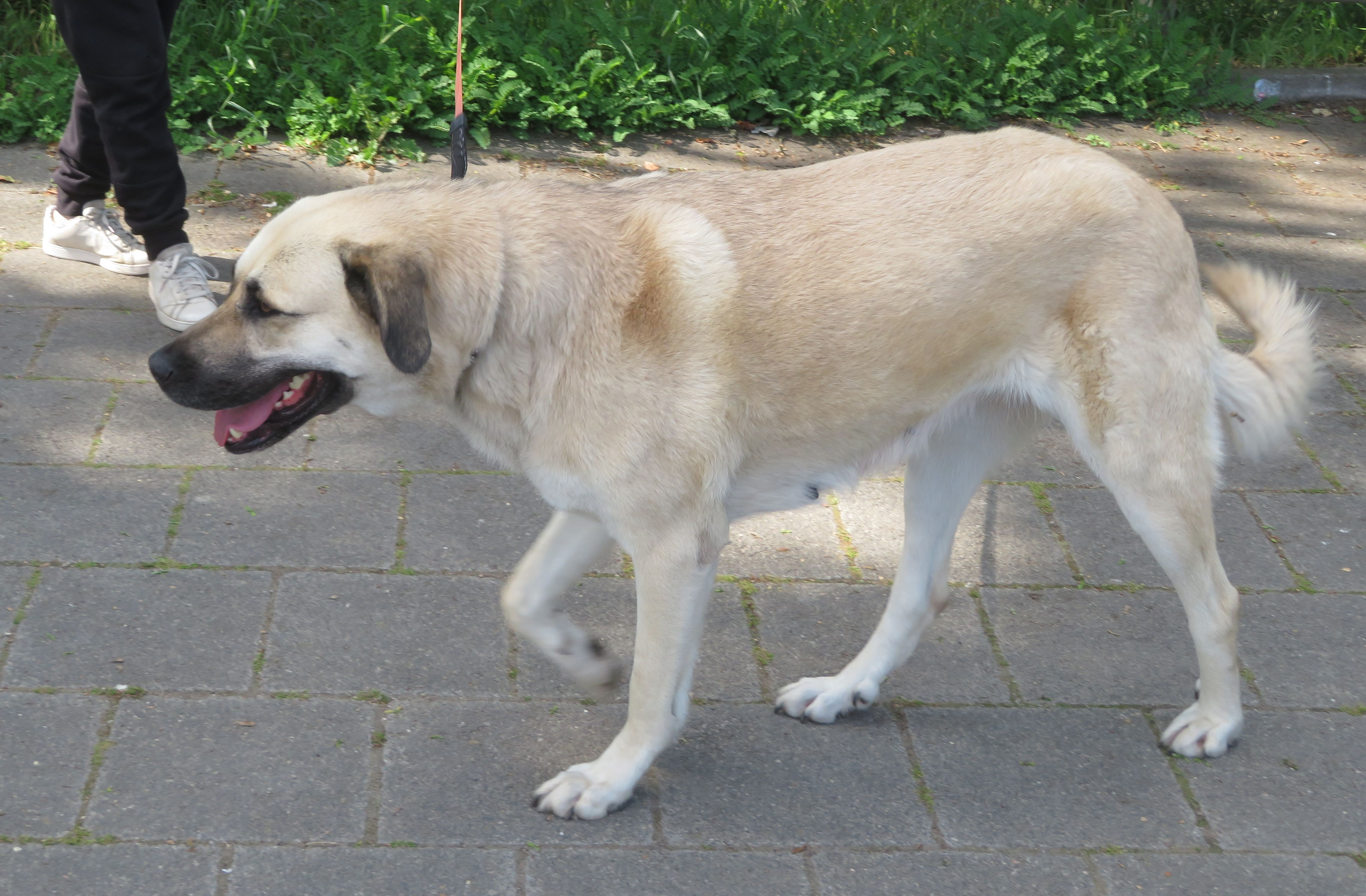
Angeleinte Kangal-Hündin in einem Stadtgebiet

Der Kangal ist ein Hund vom molossoiden Typ. Der Körper ist muskulös und etwas länger als hoch. Das Fell mit dickem Haar hat eine feine, dicke Unterwolle. Die Haarlänge variiert jahreszeitabhängig zwischen etwa 3 und 7 cm, die Farbe ist weitgehend einheitlich und reicht von creme bis dunkelgrau. Die Maske ist schwarz, auch die Ohren sollten schwarz sein. Die Augen sind mandelförmig und möglichst dunkel, sonst an die Fellfarbe angepasst, nie aber farbig.

## Verwendung
In erster Linie ist der Kangal ein Herdenschutzhund, der an den Schafherden arbeitet. Außerdem wird er als Wachhund eingesetzt. In der Türkei wird der Kangal auch als Diensthund gezüchtet und eingesetzt. Da der Kangal als „Arbeitstier“ gezüchtet wurde, ist er für einen Hundehalter herausfordernd und anstrengend und benötigt ein passendes Umfeld.

## Rechtliche Einordnung als vermutlich gefährlicher Hund
In Deutschland wird der Kangal in zwei Bundesländern als vermutlich gefährlicher Hund eingestuft.
In Hamburg wird durch das Hamburgische Gesetz über das Halten und Führen von Hunden (Hundegesetz – HundeG) vom 26. Januar 2006 für Kangals sowie Kreuzungen von Kangals mit anderen Hunden „Gefährlichkeit vermutet, solange der zuständigen Behörde nicht für den einzelnen Hund nachgewiesen wird, dass dieser keine gesteigerte Aggressivität und Gefährlichkeit gegenüber Menschen oder Tieren aufweist“. Dazu wird ein Wesenstest durchgeführt. In Zweifelsfällen hat der Halter nachzuweisen, dass der Hund kein Kangal und keine Kangal-Kreuzung ist.
In Hessen wird durch die Gefahrenabwehrverordnung über das Halten und Führen von Hunden (HundeVO) geregelt, dass für Hunde der Rasse „Kangal (Karabash)“ oder Kangal-Kreuzungen Gefährlichkeit vermutet wird. Daher muss zum Halten eines Kangals oder einer Kangal-Kreuzung eine Erlaubnis eingeholt werden, die unter anderem an einen Wesenstest des Hundes und einen Sachkundenachweis des Halters gebunden ist.

## Überschneidungen mit anderen Rassen
Die organisierte Hundezucht westlicher Prägung und mit ihr moderne Hunderassen sind in der Türkei erst im Entstehen. Das heißt, dass erst seit Kurzem begonnen wird, systematisch Zuchtbuch für die Rasse zu führen und die Zucht an einem Rassestandard auszurichten. Außerhalb der Türkei werden Hunde, die ihre Ursprünge in der Türkei haben, schon länger als Rassehunde gezüchtet.
Die FCI führte bis zur Veröffentlichung des ersten offiziellen FCI-Standards des Kangal-Hirtenhunds am 15. Juni 2018 unter der FCI-Nummer 331 eine Rasse Anatolischer Hirtenhund (Çoban Köpeği) unter dem Patronat der FCI mit dem Ursprung Anatolien.
Der AKC führt seit 1996 den Anatolian Shepherd Dog und beschreibt diesen als Wachhundtype, der seit mehr als 6000 Jahren auf dem Gebiet existiert haben soll, in dem heute die Türkei liegt.
Der UKC erkennt den Kangal als eigenständige Rasse neben dem Anatolischen Hirtenhund an und führt für ihn einen Rassestandard.
Beim KC gab es ebenfalls eine anerkannte Rasse Anatolian Shepherd Dog. Ihr Standard wurde 2005 durch das Breed Standards and Stud Book Sub-Committee (BSSB) überprüft. Es fand ein spezielles Treffen statt, das sich der Frage einer separaten Anerkennung von Karabasch/Kangal widmete. Ein entsprechender Vorschlag wurde zunächst jedoch nicht angenommen. Am 3. Oktober 2012 gab der KC bekannt, dass er den Kangal unter der Rassebezeichnung Turkish Kangal Dog als eigenständige Rasse anerkennen wird. Der vorläufige Rassestandard trat am 1. April 2013 in Kraft. Seit dem 1. Juli 2013 ist die Rasse auf Ausstellungen des KC zugelassen. Papiere von bisher als Anatolian Shepherd Dog registrierten Hunden können auf Antrag umgeschrieben werden. 2018 war auf der KC-Website zum Kangal zu lesen, dass es sich bei dieser Rasse um eine erst kürzlich in Großbritannien anerkannte Rasse handele, die vormals als Anatolischer Hirtenhund aufgenommen war, der Standard des Kangals sei detaillierter.
Es gibt darüber hinaus außerhalb der Türkei eine ganze Reihe von Zuchtvereinen, die international nicht anerkannt sind und sich der Zucht von Kangals widmen.

## Rezeption
Kanki, das Maskottchen der in der Türkei ausgetragenen U-20-Fußball-Weltmeisterschaft 2013, stellte einen Kangal-Welpen in anthropomorpher Gestalt dar.